# Tema de Mesopotamia
Mesopotamia (en griego: Μεσοποταμία) fue el nombre de un tema bizantino (una provincia civil-militar) localizado en lo que hoy es Turquía oriental. No debe ser confundida con la región de Mesopotamia o con la antigua provincia romana y bizantina de Mesopotamia. El tema bizantino se encontraba entre los ríos Arsanias (actual Murat) y Çimisgezek.

## Historia

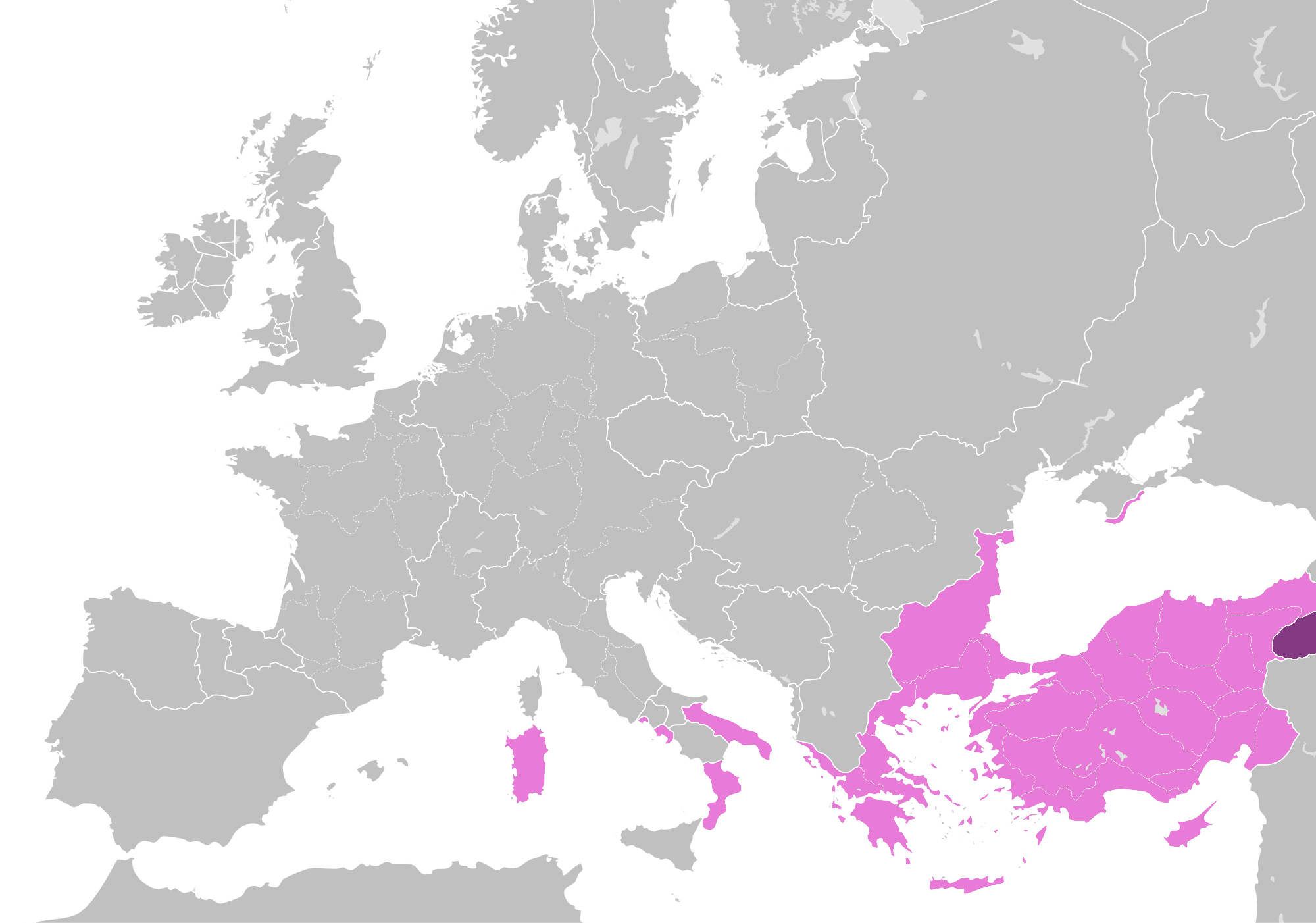
El Tema de Mesopotamia alrededor del año 1000

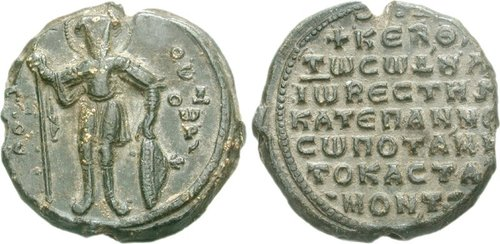
Sello de Juan Kastamonites, vestes y katepano de Mesopotamia

El tema fue formado probablemente entre 899 y 911, cuándo el emperador León VI el Sabio (r. 886–912) entregó la región al anterior strategos de Carsiano, Orestes. La mayoría de la provincia procedía del antiguo principado armenio de Takis, gobernado por el jefe Manuel. Manuel y sus cuatro hijos cedieron su territorio al Imperio bizantino a cambio de títulos y propiedades en otros temas. Los distritos de población armenia de Keltzene (en el vecino tema de Caldia) y Kamacha (en el tema de Colonea) fueron añadidos al territorio para crear una nueva provincia.
A pesar de que el emperador Constantino VII Porfiriogéneta (r. 913–959) menciona que antes de que su elevación a tema, la región era una "kleisoura sin nombre",  hay evidencia de estructuras administrativas más tempranas. Un sello de un "spatharios y strategos de Mesopotamia" ha sido datado a c. 810, quizás indicando la existencia de un primer tema de efímera vida, y un sello de un tourmarches con el nombre armenio Mousilikes, es datado en aproximadamente 870.
Es así posible que el tema fuese constituido a finales del siglo IX a partir de un principado armenio previamente subordinado como subdivisión (turma) de otro tema, con su príncipe recibiendo un título bizantino y manteniendo el poder antes de ser plenamente integrado como provincia. Esto también puede explicar la anómala costumbre de que su strategos obtuviera hasta 911 su salario de la aduana del kommerkion de su provincia en vez del tesoro imperial.
Los comandantes del tema siguieron siendo nombrados durante el siglo X, coexistiendo con el nuevo cargo de "doux de Mesopotamia", establecido c. 975. A diferencia del strategos, el doux era un comandante regional, controlando el sector central de la frontera oriental. En el siglo XI, la mayoría de los doukes de Mesopotamia de los que se tiene constancia eran armenios, incluyendo Grigor Magistros y su hijo. En el periodo posterior a la batalla de Manzikert en 1071, el emperador Miguel VII Ducas (r. 1071–1078) intentó restablecer la autoridad bizantina, pero la provincia cayó ante los turcos selyúcidas.